# Base aérienne 279 Châteaudun
La base aérienne 279 Châteaudun « Lieutenant Marcel Beau » de l'Armée de l'air française était une base aérienne de 1934 à 2014, avant de devenir un aérodrome civil. 
Située à 5 km à l'est de Châteaudun dans le département d'Eure-et-Loir cette base était durant ces années l'un des principaux agents économiques du bassin d'emploi de Châteaudun. Le 2 juillet 2014, la base aérienne est dissoute pour devenir un Élément Air Rattaché 279 (EAR 279) de la base aérienne 123 Orléans-Bricy. L'EAR est officiellement dissout le 21 juillet 2021.

## Historique
La base aérienne est active de 1934 à 2021.

### Avant 1934
- 1915 : création d'un entrepôt de munitions, qui deviendra l'ERGMu. Cette présence militaire et l'emplacement des terrains confèrent à Châteaudun un rôle actif dans les navigations aériennes effectuées à partir des écoles d'aviation de Chartres (future base aérienne 122 Chartres-Champhol) et d'Étampes.

### De la création, en 1934, à 1944
- 1934 : création d'un camp d'aviation de vingt hectares, dans la plaine de Nivouville, au sud-est de la ville de Châteaudun.
- 1936 : opérationnelle, la piste est réservée aux activités militaires.
- 1937 : installation de l'entrepôt de l'armée de l'Air 301, (EAA 301) en provenance de Villacoublay (créé en 1934). Construction des deux principaux hangars de réception d'aéronefs, de type dénommé « Poulmic ». L'emprise est portée à deux cent quatre-vingt dix hectares[1], pour partie sur les communes de Châteaudun et de Lutz-en-Dunois. Fernand Aimond, ingénieur des ponts et chaussée, contribue à l'application des voiles minces en béton armé à ces nouvelles réalisations[2],[3].
- 1939 : en janvier, le terrain est ouvert à la circulation civile[4]. La base est commandée par le colonel Joseph Chatelain, directeur de l'EAA 301[5], qui déclare à Édouard Daladier avoir armé trois mille avions.

Alors que l'Armée de l'air est désorganisée, tout comme l'industrie aéronautique, le site de Châteaudun reçoit les avions sortant d'usines, pour en achever le montage, notamment en radios, en hélices et surtout en armement, qui n'est pas placé en usine pour des raisons de sécurité. L'EAA 301 est le lieu de passage obligé des appareils de différents constructeurs, sortis d'usines situées à Nantes-Bouguenais et à Saint-Nazaire (MS 406 et LeO 45), à Bourges (Curtiss H-75, Potez 631 et Breguet 693), à Ambérieu-en-Bugey (LeO 45), à Châteauroux (Bloch 152), à Bordeaux (Bloch MB.151 puis 174), à Toulouse (MS 406 puis Dewoitine 520), à Pau, à Marignane (LeO 45), Méaulte (Potez) ou encore, en région parisienne (Bréguet, Amiot). La charge est trop lourde et les livraisons peinent tout autant que la fabrication des appareils nécessaires.
- 1940 : les quelque 650 avions présents en font un objectif de choix[8]. Les 12 et 19 mai, bombardements par la Luftwaffe. Action héroïque des pilotes de la base, dont le lieutenant Marcel Beau[9], abattu au-dessus d'Ouzouer-le-Marché le 12 mai 1940[10]. Lors de l'attaque, le lieutenant Beau décolle en patrouille de quatre avions au total. Touché, son Bloch MB.152 no 265 s'écrase[11].
- Le 14 juin, repli de l'effectif à Cognac et le 31 août, dissolution de l'EAA 301.
- 1940 : après l'armistice du 22 juin 1940, occupation du terrain par l'armée de l'air allemande, la Luftwaffe. Cette dernière exploite principalement des appareils de bombardement (quatre unités de bombardement de jour, une de bombardement de nuit, trois unités de chasse et d'escorte).
- 1943 : bombardements américains, le 15 septembre[12].
- 1944 : durant l'ensemble de l'année, les alliés bombardent le terrain vingt-et-une fois[13]. Ce dernier est pratiquement détruit. Bombardements violents le 6 février, puis le 28 mars[12] ; l'un des deux hangars « Poulmic » est complètement détruit.

Le 5 mars 1944 : un bombardier allemand Heinkel He-177 est abattu au décollage.
Le 5 juillet 1944, un bombardier allié Lancaster est abattu par la chasse allemande de Châteaudun. Les bombardements américains s'intensifient. Suspecté par les renseignements de baser des chasseurs à réaction Messerschmitt Me-262 à partir du 20 juillet 1944, le terrain constitue un objectif de choix pour l'aviation américaine. Ces Me 262 de l'un des groupes la Kampfgeschwader 51 sont particulièrement visés.
L'armée américaine s'installe en août 1944, après la Libération de la ville de Châteaudun, le 17 août 1944. Le terrain est désigné par son code : "A-39".
Le 20 août, l'armée américaine stationne essentiellement des avions de transport C47 ou Dakotas, ainsi que des appareils de reconnaissance et de chasse de nuit.

### De 1945 à la dissolution de la base aérienne en 2014
- 7 septembre 1945 : le départ des américains s'amorce en août. Reprise du contrôle du site par l'armée française et reconstruction.

Une annexe de l'EAA 601, Entrepôt de l'Armée de l'air implanté à Bonneuil-en-France (ainsi qu'à Châteauroux), est installée à Châteaudun. La base devient le seul entrepôt de stockage d'avions de l'Armée de l'air.
- 1946 : restauration de l'un des hangars "Poulmic", dont l'exploitation perdurera.
- 1951 : le 1er août, transfert total de l'EAA 601 de Châteauroux à Châteaudun, la base aérienne de Châteauroux-Déols étant cédée à l'United States Air Force.
- 1954 : en janvier, regroupement de toutes les unités sous le nom de base aérienne 279.
- De 1958 à 1959, la base est commandée par le colonel Gérard Sermet (1913-1978).
- De 1959 à 1961, le colonel Jean Fournier (1917-1961) commande la base[17], jusqu'à sa mort en accident aérien.
- 1967 : à la suite de l'embargo décidé le 3 juin par le général de Gaulle à l'ensemble des belligérants potentiels, durant la période de tension précédant la Guerre des Six Jours, cinquante Mirage 5J commandés et payés par l'État hébreu sont entreposés sur la base de Châteaudun. Le règlement de ce contentieux aura lieu en 1971, les appareils étant alors achetés par l'Armée de l'air française.
- 1990 : le 13 juin, la base est baptisée Lieutenant-Beau, en souvenir du lieutenant Marcel Beau, héros de l'attaque du 12 mai 1940, breveté pilote à la base aérienne 134 Versailles, en 1935.
- 2 juillet 2014 : la base aérienne est dissoute[18], dans le cadre du mouvement général de réduction des moyens aériens français[19].

Le drapeau de tradition de la base aérienne, celui hérité de la 52e Escadre de Reconnaissance, est remis au Service historique de la Défense (SHD).

### De 2014 à la dissolution de l'EAR 279 en 2021
L'élément air rattaché 279 (EAR 279) conserve notamment la mission de stockage d'aéronefs, ainsi qu'une activité aérienne (piste ouverte deux jours par semaine). Un projet de centre de déconstruction d'aéronefs est évoqué. 
Le 26 janvier 2015, lors de l'accident aérien de la base de Los Llanos, l'une des neuf victimes françaises provient de l'EAR 279.
La base sert en 2015/2016 de site d'essais de la maquette du concept de fusée Adeline.
Le 25 août 2016, un conseiller municipal de Châteaudun et conseiller régional, propose de réaliser un petit aéroport à partir de la piste longue de plus de 2 km, projet soutenu par le président du Conseil supérieur de l'aviation civile. Le projet privilégie l'accueil d'aéronefs légers, drones inclus, l'aviation d'affaires ou privée et l'activité aéro-industrielle (développement de la filière aéronautique dans le territoire), afin de redonner un nouveau souffle au sud de l'Eure-et-Loir. Ce projet intéresse également Marc-Antoine Jamet, président du Pôle de compétitivité Cosmetic Valley. Un vol civil expérimental se déroule le 22 mars 2017, par l'entreprise dunoise Lachant Spring 28. Le 18 août 2017, la société Aero Success signe une convention avec le ministère de la Défense lui permettant de faire décoller et d'atterrir des avions depuis les infrastructures de Châteaudun. Cette société propose des vols privés au départ de Châteaudun et de Blois.
En novembre 2017, l'entreprise Air DG, basée dans le Val d'Oise et qui propose aux entreprises d'acheter des avions en copropriété, signe une convention avec le ministère de la Défense qui l'autorise à utiliser la piste pour faire décoller ou atterrir des avions civils. Ce projet vise notamment à aider les entreprises des pôles de compétitivité Polepharma et Cosmetic Valley à attirer des talents en Eure-et-Loir. Ce projet d’aéroport est également soutenu par le président de la région Centre-Val de Loire. Plus de 92 % des habitants de Châteaudun soutiendraient le projet de plateforme aéronautique civile.
Début juillet 2018, Fabien Verdier annonce le lancement, avec la région, d'une étude sur l'avenir de l'ex-base aérienne. Il propose notamment la création d'un campus de formation aéronautique et la création d'une filière aéronautique industrielle, en complément du petit aéroport civil, à créer.
Le 20 juillet 2018, l'Armée de l'air annonce la dissolution de l'EAR 279 en 2021,. À cette date, le site de Châteaudun conserve entre 151 et 267 appareils, tous retirés du service.
En décembre 2018, le maire de Chartres, Jean-Pierre-Gorges, a proposé de faire de la base aérienne le troisième aéroport parisien.
Elu maire en juillet 2020, Fabien Verdier relance plusieurs initiatives concernant la base aérienne. En attendant la mise en place d'une centrale photovoltaïque d’EDF Renouvelables fin 2024, le maire de Châteaudun et président de la communauté de communes du Grand Châteaudun propose aux entreprises de s'installer sur l'espace libéré. L’entreprise Drone Pro 360 Grand-Est occupe ainsi les anciens locaux du Centre de gestion des matériels techniques de l’armée de l’Air.
Le 4 décembre 2020, la ministre des Armées Florence Parly annonce que la base aérienne restera une "zone de restructuration de la défense" pour faciliter l'implantation de nouvelles activités. La cession des terrains à un euro symbolique à la communauté de communes du Grand Châteaudun est décidée. La collection du Conservatoire d’aéronefs non opérationnels est maintenue. Le maire de Châteaudun prévoit de construire un musée de l'Air pour la valoriser.

### Depuis 2021
La cérémonie de dissolution de l’élément air rattaché 279 a lieu le 21 juillet 2021. Il ne reste qu'une vingtaine de militaires jusqu'à la fermeture définitive du site militaire fixée à fin 2021.
Le 9 juillet 2021, le maire de Châteaudun publie une tribune dans l'hebdomadaire Marianne pour demander un soutien de l’État dans la reconversion de la base aérienne en petit aéroport de civil vert. L'ex-candidat à l'élection présidentielle Arnaud Montebourg a visité la base aérienne le jeudi 28 octobre et a également défendu le projet comme exemple de développement territorial. 
Depuis le 1er octobre 2022, le site aéronautique est devenu la propriété de la communauté de communes dunoises. L’aérodrome est sous la responsabilité de la Société publique locale (SPL) Air Châteaudun, en vue d’en faire un petit aéroport. 
Des évolutions sont évoquées. Une centrale photovoltaïque de près de 83 ha devait y être construite en 2024 et le maire étudie la possibilité de développer une filière de production d'hydrogène.
L'aérodrome sert de camp d’entraînement aux soixante compagnies républicaines de sécurité (CRS) de toute la France. Ils sont hébergés dans l’hôtel de cent-vingt chambres sur le site de l’aérodrome. En 2023, entre les loyers perçus, les recettes d’occupation domaniales en location d’espaces, et l’hôtellerie, les revenus permettent l’équilibre financier du site.
En novembre 2023, la direction générale de l'Aviation civile (DGAC) homologue la piste de 2300 m de long pour les avions à turboréacteurs, permettant ainsi son utilisation par les jets d'affaires.

## Unités passées par la base aérienne 279
La base aérienne exploitait des unités chargées du stockage des avions et de leur convoyage vers les escadrons de l'Armée de l'air, un centre informatique chargé du soutien des applications logistiques, un centre de gestion du matériel technique, une équipe d'étude technique des méthodes de stockage, une équipe d'étude technique des réparations des dommages de combat et une section locale d'achat et de mandatement.
Du 1er juillet 1964 au 7 juillet 2017, les pilotes de l'Escadron de convoyage 70 "Châteaudun"  ont eu pour mission d’assurer les mouvements des avions militaires entre différentes entités : unités de l’armée de l’air, escadrons ou entrepôts, ateliers industriels de l’aéronautique (AIA) ou bien encore sites des constructeurs.
Du fait de son activité, la base aérienne de Châteaudun accueillait pratiquement tous les types d'aéronefs utilisés par l'Armée de l'air. Le TBM 700 était utilisé particulièrement pour des missions de transport, après le MS.760 Paris.
Il s'y trouvait un Centre de préparation militaire Air ("PM Air"), du temps de la conscription, en vue de doter les futurs appelés des fondamentaux de la formation militaire et de les affecter ensuite à une unité de l'armée de l'Air, lors de leur service militaire .
Une stèle célèbre les aviateurs de la base aérienne de Châteaudun, dont ceux morts en service : le lieutenant Marcel Beau, le soldat Bernard Michel, le major Henri Perrot et le sous-lieutenant Barbara Rolfo.
Les unités de l'armée de l'air furent les suivantes : 
- Entrepôt de l'Armée de l'air EAA 301
- Bataillon de l'air 120
- Entrepôt de l'Armée de l'air EAA 601
- Escadron de convoyage 00.070 (1er juillet 1964-7 juillet 2017)
- Groupement d'entretien, de réparation et de stockage des aéronefs, GERSA
- Escadron d'entretien et de réparation des dommages de combat, EETRDC
- Centre de gestion des matériels techniques de l'armée de l'air, CGMTAA 00-614
- Escadron de protection EP 42/279 puis 1G.279
- Escadron de défense sol-air 11/950 "Dunois"
- Centre de programmation du service du matériel de l'Armée de l'air CPSMAA puis Centre informatique du service du matériel de l'Armée de l'air CISMAA 00-613.

## Autres activités aéronautiques
Un aéro-club civil exerce ses activités sur le terrain.
Depuis 2004, la base héberge une collection d'aéronef anciens, principalement les aéronef passés par l'armée de l’air. Baptisé Conservatoire d'aéronefs non-opérationnels préservés et exposés (CANOPEE), il conserve une vingtaine d'appareils et des équipements.